# Shuffle (MY LITTLE LOVERの曲)
『Shuffle』（シャッフル）は、MY LITTLE LOVERの8枚目のシングル。

## 概要
収録の2曲とも、アルバム『PRESENTS』に収録された。

## 収録曲
1. Shuffle (4:45)
角川書店「角川mini文庫」CMソング
2. My sweet lord (4:31)
3. Shuffle（instrumental) (4:43)

全作詞・作曲・編曲:小林武史

## 収録アルバム
- PRESENTS (#1,2)
- singles (#1)
- Best Collection (#1)